# Булак (Каїр)
Була́к (араб. بولاق‎)  — житловий район з посольствами та урядовими будівлями в Каїрі, Єгипет. Знаходиться по сусідству із центральним районом міста, районом Азбакеєю та річкою Ніл.

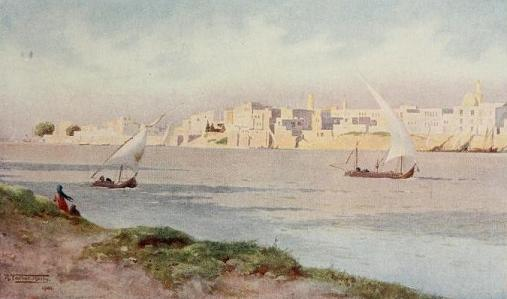
Вид на район Булак

Раніше назву "Булак" носила гавань Каїру, яка знаходилася на лівому березі Нілу, на північ від знаменитого Каїрського єгипетського музею, в давнину була відокремлена від міста Ізмаїльським каналом, який засипали в XX столітті.

## Історія
Зміна течії Нілу на захід, особливо між 1050 та 1350 роками, зробило землі доступними на його східній стороні. Так Булак почав розвиватися в XV столітті. Тоді ж при султані Барсбой аль-Ашраф Булак став головним портом Каїра.
Спочатку Булак являв собою густонаселений район, який був наповненим невеликими майстернями таких галузей промисловості, як стара друкарня, металообробка та верстати, що підтримували ранні етапи будівництва Каїра. Він населений змішаним робітничим класом з усіх частин Єгипту, який мігрував до міста протягом ХІХ століття, щоб працювати над проектами розвитку Каїру Мухаммеда 'Алі. На північі району розташована основна частина нових промислових підприємств міста. 

## Сучасна історія
У 1798 році, 21 липня, на протилежному березі Ніла відбулася відома «Битва біля пірамід».
Новий Каїрський єгипетський музей був створений в Булаку в 1858 році на колишньому складі відразу після створення нового Відділу старожитностей під керівництвом Огюста Маріетти. Музей було побудовано на березі річки Ніл, і в 1878 році він зазнав значної шкоди в результаті повені. У 1892 році колекції музею були перенесені до колишнього королівського палацу, що знаходився в районі Каїру Гіза. Вони залишилися там до 1902 року, після чого переїхали до нинішнього музею на площі Мідан Тахрір. 
Після побудування набережної дороги по березі річки Ніл,  Булак перестала бути портом. Зараз в ньому розташовані різні організації, такі як Міністерство закордонних справ, будівля телебачення «Масперо», Кінотеатр «Алі Баба» (напівзруйнований) [4] та редакція газети «Аль-Ахрам».